# Raad van State (Luxemburg)
De Raad van State (Duits: Staatsrat, Frans: Conseil d'État, Luxemburgs: Staatsrot) is een politieke instantie in het Groothertogdom Luxemburg.
De Raad van State werd in 1856 opgericht en bestaat uit 21 leden. Taak van de Raad van State is het adviseren van de groothertog, het staatshoofd van Luxemburg. Alvorens een door de Kamer van Afgevaardigden aangenomen wetsartikel te ondertekenen legt hij dit voor aan de Raad van State. De leden worden aangewezen door de groothertog, maar voorgedragen door de regering en de Kamer.
Het lidmaatschap van de Raad van State valt te combineren met andere werkzaamheden, maar niet met bijvoorbeeld het lidmaatschap van de regering, de Kamer en andere overheidsinstanties of hoge rechterlijke functies.

## Samenstelling
Gegevens van 7 april 2024.
| Voorzitter          | Marc Thewes |
| Vicevoorzitters     | Christophe Schiltz Alain Kinsch |
| Leden               | Prins Guillaume Monique Adams Héloïse Bock Alex Bodry Marc Colas Deidre du Bois Lydie Lorang Lucien Lux Marc Meyers Jeannot Nies Josiane Pauly Isabelle Schlesser Véronique Stoffel Dan Theisen Yves Wagener Paul Wirtgen Alex Penning Luc Feller |
| Secretaris-generaal | Marc Besch |

## Lijst van voorzitters van de Raad van State
| Persoon                                | Ambtstermijn                         |
| -------------------------------------- | ------------------------------------ |
| Gaspard-Théodore-Ignace de la Fontaine | 28 november 1857 - 10 april 1868     |
| Charles-Mathias Simons                 | 5 januari 1869 - 5 januari 1870      |
| François-Xavier Wurth-Paquet           | 16 februari 1870 - 16 februari 1871  |
| Vendelin Jurion                        | 15 maart 1871 - 15 maart 1872        |
| Édouard Thilges                        | 25 juli 1872 - 29 juli 1874          |
| Emmanuel Servais                       | 27 december 1874 - 8 november 1887   |
| Henri Vannerus                         | 15 februari 1888 - 15 februari 1889  |
| Édouard Thilges                        | 15 februari 1889 - 23 mei 1895       |
| Henri Vannerus                         | 23 mei 1895 - 28 december 1914       |
| Victor Thorn                           | 28 december 1914 - 3 maart 1915      |
| Victor Thorn                           | 6 november 1915 - 24 februari 1916   |
| Mathias Mongenast                      | 1 april 1916 - 19 juni 1917          |
| Victor Thorn                           | 6 november 1916 - 24 februari 1930   |
| Joseph Steichen                        | 27 februari 1931 - 20 februari 1932  |
| Ernest Hamelius                        | 26 juni 1932 - 16 november 1945      |
| Léon Kauffman                          | 14 december 1945 - 14 februari 1952  |
| Félix Welter                           | 14 februari 1952 - 30 juni 1969      |
| Maurice Sevening                       | 1 juli 1969 - 26 juni 1975           |
| Emile Raus                             | 26 juni 1975 - 25 juni 1976          |
| Albert Goldmann                        | 26 juni 1976 - 4 december 1976       |
| Ferdinand Wirtgen                      | 20 december 1976 - 30 september 1978 |
| Roger Maul                             | 1 oktober 1978 - 16 september 1979   |
| Alex Bonn                              | 21 september 1979 - 16 juni 1980     |
| François Goerens                       | 20 juni 1980 - 2 augustus 1987       |
| Ernest Arendt                          | 6 augustus 1987 - 6 augustus 1988    |
| Georges Thorn                          | 6 augustus 1988 - 30 oktober 1990    |
| Jean Dupong                            | 1 november 1991 - 18 mei 1994        |
| Paul Beghin                            | 19 mei 1994 - 31 december 1999       |
| Raymond Kirsch                         | 14 januari 2000 - 13 januari 2001    |
| Marcel Sauber                          | 15 januari 2001 - 11 maart 2003      |
| Pierre Mores                           | 29 april 2003 - 30 september 2007    |
| Alain Meyer                            | 1 oktober 2007 - 14 november 2009    |
| Georges Schroeder                      | 17 november 2009 - 7 juni 2012       |
| Victor Gillen                          | 7 augustus 2012 - 20 december 2014   |
| Viviane Ecker                          | 23 december 2014 - 28 maart 2016     |
| Georges Wivenes                        | 30 maart 2016 - 31 maart 2019        |
| Agnès Durdu                            | 1 april 2019 - 6 april 2021          |
| Christophe Schiltz                     | 7 april 2021- 6 april 2024           |
| Marc Thewes                            | sinds 7 april 2024                   |